# Lichtendorf (Schwerte)
Lichtendorf ist ein Ortsteil der westfälischen Stadt Schwerte, Kreis Unna.

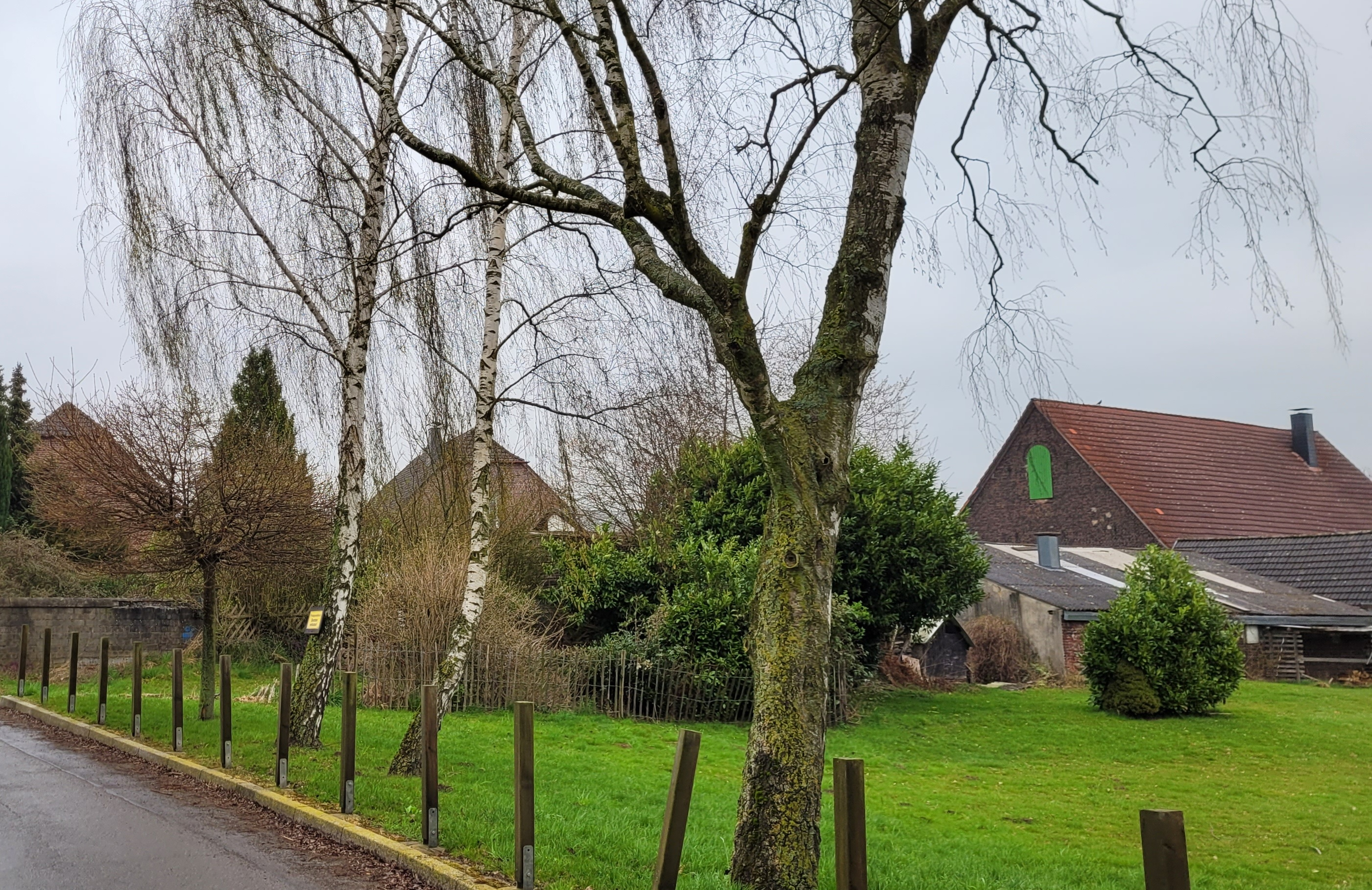
Häuser in Schwerte-Lichtendorf

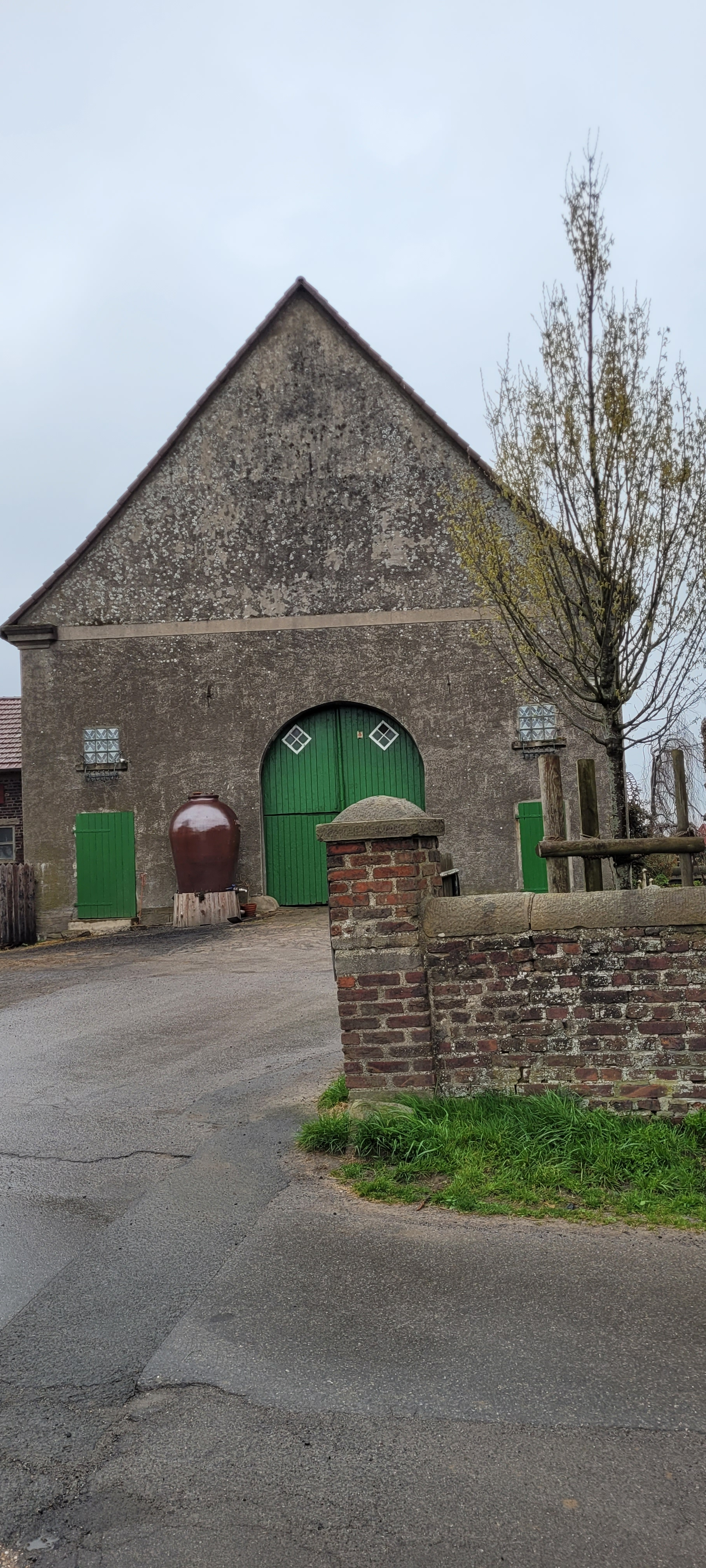
Hof im historischen Ortskern

## Geographie

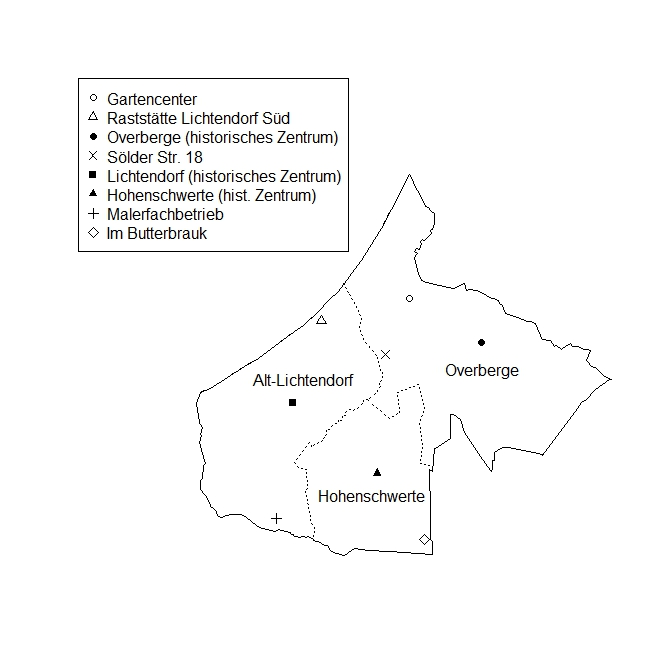
Heutige Grenzen von Schwerte-Lichtendorf mit Zuordnung der Flurstücke zu den historischen Ortschaften.

### Lage
Lichtendorf liegt im Nordosten der Stadt Schwerte. Im Nordwesten bildet die Bundesautobahn A 1 die Grenze. Im Westen und Südwesten wird Lichtendorf etwa durch den Gehrenbach begrenzt. Anschließend folgt der Grenzverlauf teilweise der Alten Unnaer Straße und der Unnaer Straße. Weiter verläuft die Grenze nördlich entlang des Wiesenbachs und umschließt das Geisecker Oberdorf. Danach folgt sie erneut der Unnaer Straße bis zur Schwerter Stadtgrenze. Im Nordosten Lichtendorfs entspricht die Grenze der Stadtgrenze zwischen Schwerte und Holzwickede und verläuft ungefähr entlang des Kellerbachs (Mühlenstrang), bis sie wieder auf die Bundesautobahn trifft.
Schwerte-Lichtendorf entspricht in NRW der Gemarkung Altlichtendorf (051872).

### Gliederung
Im Westen des heutigen Schwerte-Lichtendorfs befindet sich der historische Ortskern der ursprünglichen Gemeinde Lichtendorf. Im Osten Schwerte-Lichtendorfs befindet sich die Siedlung Overberge. Von der überregional bekannten Autobahnraststätte Lichtendorf befindet sich der südliche Teil auf Schwerter Gebiet. Im Süden von Lichtendorf liegt das Gehöft Hohenschwerte. Auch das Nordufer des Gehrenbach-Stausees gehört zu Lichtendorf.

### Nachbarorte
Lichtendorf grenzt im Uhrzeigersinn im Nordwesten beginnend an den gleichnamigen Dortmunder Stadtteil sowie an Hengsen, Geisecke und Schwerte-Ost.

## Geschichte

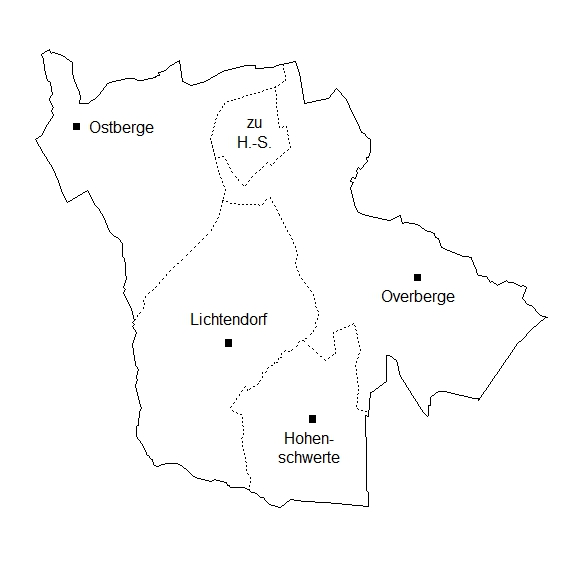
Historische Gemeinde Lichtendorf mit Zuordnung der Flurstücke zu den historischen Ortschaften.

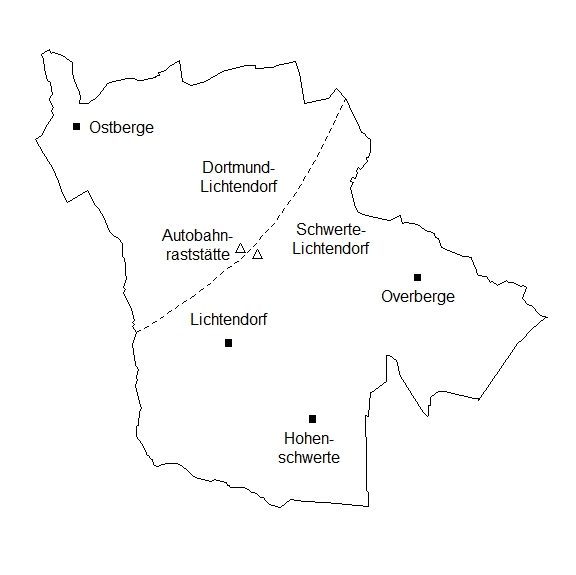
Aufteilung der historischen Gemeinde Lichtendorf in Schwerte-Lichtendorf und Dortmund-Lichtendorf mit historischen Ortskernen.

Erste urkundliche Erwähnung fand Lichtendorf in den beiden um 1220 angelegten Vogteirollen des Grafen Friedrich von Isenberg als „Lichtericdorpe“.
Die Gemeinde Lichtendorf gehörte bei der Errichtung der Ämter in der preußischen Provinz Westfalen zum Amt Westhofen im Kreis Dortmund. Am 1. April 1887 wechselte sie in den neugebildeten Kreis Hörde. Als dieser am 1. August 1929 aufgelöst wurde, kam Lichtendorf zum Landkreis Iserlohn. Anlässlich der Gemeinde- und Kreisgebietsreform in Nordrhein-Westfalen wurde die bisherige Gemeinde am 1. Januar 1975 aufgeteilt. Der nördlich der Autobahn A 1 liegende Teil mit 1,84 km2 und damals 2812 Einwohnern wurde zu einem Stadtteil Dortmunds. Der südliche Teil mit 3,04 km2 und damals 361 Einwohnern wurde in die Stadt Schwerte umgegliedert. Der historische Ortskern von Lichtendorf befindet sich auf Schwerter Gebiet.
Im Jahr 1987 hatte der Schwerter Ortsteil Lichtendorf insgesamt 294 Einwohner.
Es sei angemerkt, dass die Straße In der Bredde ursprünglich nicht zum Geisecker Oberdorf, sondern zur Gemeinde Lichtendorf gehörte. In der aktuellen Gemarkung wird die Straße jedoch Geisecke zugeschlagen.

### Einwohnerentwicklung
| Jahr | Einwohner |
| ---- | --------- |
| 1975 | 361       |
| 1987 | 294       |
| 2022 | 330       |

## Verkehr
Die Landesstraße L 662 verbindet Lichtendorf im Norden mit Sölderholz und Sölde sowie im Süden mit Schwerte. Die nordwestlichen Grenze Schwerte-Lichtendorfs bildet die Bundesautobahn A1. Zwar befindet sich der südliche Teil der Bundesautobahn-Raststätte Lichtendorf auf dem Gebiet Lichtendorfs, dennoch befindet sich in Lichtendorf keine Autobahnauffahrt.